# Gmina Center (hrabstwo Decatur, Iowa)

Położenie Gminy Center w hrabstwie Decatur

Gmina Center (ang. Center Township) – gmina w USA, w stanie Iowa, w hrabstwie Decatur. Według danych z 2000 roku gmina miała 317 mieszkańców, a jej powierzchnia wynosi 85,74 km².